# 1998–1999-es magyar női kosárlabda-bajnokság
Az 1998–1999-es magyar női kosárlabda-bajnokság a hatvankettedik magyar női kosárlabda-bajnokság volt. Az A csoportban tizenkét csapat indult el, a csapatok két kört játszottak. Az alapszakasz után az 1-8. helyezettek play-off rendszerben játszottak a bajnoki címért, a 9-12. helyezettek pedig play-off rendszerben játszottak a kiesés elkerüléséért.

## Alapszakasz
| #   | Csapat                              | M  | Gy | V  | K+   | K-   | P  |
| --- | ----------------------------------- | -- | -- | -- | ---- | ---- | -- |
| 1.  | GYSEV-Ringa Sopron                  | 22 | 21 | 1  | 1723 | 1218 | 43 |
| 2.  | Pécsi VSK-MiZo                      | 22 | 18 | 4  | 1898 | 1314 | 40 |
| 3.  | Ferencvárosi TC-Diego               | 22 | 17 | 5  | 1658 | 1304 | 39 |
| 4.  | Soproni Postás-Omega Tabak          | 22 | 16 | 6  | 1677 | 1309 | 38 |
| 5.  | Diósgyőri KSK-BorsodChem            | 22 | 14 | 8  | 1637 | 1451 | 36 |
| 6.  | BSE-ESMA                            | 22 | 13 | 9  | 1802 | 1566 | 35 |
| 7.  | OSC-Közgáz                          | 22 | 8  | 14 | 1441 | 1627 | 30 |
| 8.  | Zala Volán TE                       | 22 | 8  | 14 | 1337 | 1468 | 30 |
| 9.  | Conifec-Petőfi Nyomda-Kecskeméti KC | 22 | 8  | 14 | 1417 | 1606 | 30 |
| 10. | KSC Dalmand-Top Center Szekszárd    | 22 | 4  | 18 | 1342 | 1705 | 26 |
| 11. | MÁV Nagykanizsai TE-DKG EAST        | 22 | 3  | 19 | 1226 | 1947 | 25 |
| 12. | BEAC                                | 22 | 2  | 20 | 1273 | 1916 | 24 |

* M: Mérkőzés Gy: Győzelem V: Vereség K+: Dobott kosár K-: Kapott kosár P: Pont

## Rájátszás

### 1–8. helyért
Negyeddöntő: GYSEV-Ringa Sopron–Zala Volán TE 81–35, 75–41, 84–33 és Pécsi VSK-MiZo–OSC-Közgáz 90–52, 101–58, 107–54 és Ferencvárosi TC-Diego–BSE-ESMA 65–81, 58–64, 76–60, 58–62 és Soproni Postás-Omega Tabak–Diósgyőri KSK-BorsodChem 55–47, 76–82, 77–61, 57–64, 48–59
Elődöntő: GYSEV-Ringa Sopron–Diósgyőri KSK-BorsodChem 64–46, 72–77, 69–56, 73–82, 63–55 és Pécsi VSK-MiZo–BSE-ESMA 77–53, 65–54, 85–60
Döntő: GYSEV-Ringa Sopron–Pécsi VSK-MiZo 64–57, 55–82, 70–62, 89–83
3. helyért: Diósgyőri KSK-BorsodChem–BSE-ESMA 65–67, 66–60, 76–63, 72–68, 72–78
5–8. helyért: Ferencvárosi TC-Diego–OSC-Közgáz 69–47, 95–46 és Soproni Postás-Omega Tabak–Zala Volán TE 62–53, 58–54
5. helyért: Ferencvárosi TC-Diego–Soproni Postás-Omega Tabak 72–67, 52–68, 75–68
7. helyért: OSC-Közgáz–Zala Volán TE 60–54, 54–67, 65–77

### 9–12. helyért
9–12. helyért: Conifec-Petőfi Nyomda-Kecskeméti KC–BEAC 88–50, 81–54, 87–58 és KSC Dalmand-Top Center Szekszárd–MÁV Nagykanizsai TE-DKG EAST 85–48, 67–74, 86–56, 74–49
9. helyért*: KSC Dalmand-Top Center Szekszárd–Conifec-Petőfi Nyomda-Kecskeméti KC 71–76, 79–67
11. helyért: MÁV Nagykanizsai TE-DKG EAST–BEAC 79–68, 68–66
Megjegyzés: A *-gal jelzett párharcot kuparendszerben (oda-visszavágó) rendezték.